# Ера господара рата
Ера господара̂ рата је био период у историји Републике Кине када је контрола над земљом била подељена између бивших војних клика Беијаншке армије и других регионалних фракција од 1916. до 1928. године.
У историографији, ера господара̂ рата почела је 1916. године након смрти Јуан Шикаја, де факто диктатора Кине након што је Синхајска револуција збацила династију Ћинг и успоставила Републику Кину 1912. годијне. Јуанова смрт је створила вакуум моћи који се проширио Сечуаном, Шансијем, Ћингајем, Нингсијаом, Гуангдонгом, Гуангсијем, Гансуом, Јунаном и Синђијангом. Националистичка влада Куоминтанга председника Сун Јат-сена са седиштем у Гуангџоуу почела је да оспорава Јуанову Беијаншку владу са седиштем у Пекингу која је била легитимна влада Кине. Еру господара̂ рата карактерисао је стални грађански рат између различитих фракција, од којих је највећи био Рат Централних равница (1929–1930) који је укључивао више од милион војника.
Након смрти Јуан Шикаја, наследили су га Ли Јуанхонг на месту председника, Дуан Ћируи на месту премијера и Фенг Гуожанг као потпредседник, али нису могли да се договоре око поделе овлашћења између својих канцеларија, а Фенг је такође био ривал Дуану у контроли над Јуановом Беијаншком армијом. Ово је довело до тога да се Беијаншка влада поделила између две фракције, Дуанове Анхуеј клике и Фенгове Џили клике. У лето 1917. Ли је покушао да уклони Дуана са премијерске функције, а други генерал, Џанг Сун, стигао је у Пекинг да посредује у њиховом спору. Уместо тога, приморао је Лија да поднесе оставку и накратко покушао да обнови династију Ћинг, пре него што су Дуанове трупе стигле у престоницу да окончају рестаурацију. Након тога, Фенг је постао вршилац дужности председника због Лијеве оставке, али стварну власт је имао Дуан, који је натерао Фенга да оде са власти крајем 1918. Фенг је убрзо умро, али средином 1920. нови шеф клике Џили, Цао Кун , предводио је своје снаге да поразе Дуана у Џили-Анхуеј рату, у савезу са Џанг Зуолином из Фенгцијан клике. Тада је избила борба за власт између Цаоа и Џанга, која се завршила тако што је Цао победио Џанга у Првом Џили-Фенгцијан рату, 1922. године. Он је остао под контролом до 1924, када га је током Другог Џили-Фенгцијан  рата издао његов подређени Фенг Јусијанг, који се придружио Џангу и извршио државни удар против Цаоа. Њих двојица су делили власт годину дана, а такође су вратили Дуана Ћируија да буде председник, пре него што је Џанг одлучио да их обојицу уклони, уз помоћ Цаоовог бившег подређеног, Ву Пејфуа. Џанг Зуолин је потом водио владу Беијанга до 1928. године.
Ратни господари јужних провинција Кине сарађивали су против Јуанове диктатуре, а потом и покушаја Дуан Ћируија да прошири контролу Бејанга на југ, али су такође били подељени између клика Јунан, Гуангси, Гуиџоу и Сечуан.  Сун Јат-сен је створио алтернативну владу у Гуангџоу (Кантон) како би се супротставио војсковођама Бејанга, али је она имала локалну подршку само у Гуангдонгу, а не и других лидера на југу. Гуангси клика Лу Чонгтинга се такмичила са Суном за контролу над владом Гуангџоуа, и њихов спор је довео до тога да су је Сун и његове присталице Куоминтанга напустили 1918. године. Јужна влада је одржала мировну конференцију са представницима Бејанга, али договор није могао бити постигнут. 1920. војсковођа Чен Ђионгминг напао је Гуангдонг и окончао Луову контролу у рату Гуангдонг-Гуангси, након чега се Сун вратио. Али нису се сложили око стратегије, с тим што Чен није желео да изврши инвазију на север, а њихово неслагање је довело до тога да се Чен окренуо против Суна. Ратни господари Јунана су интервенисали да подрже Сун Јат-сена, победивши његовог ривала, али су учинили да Сун постане зависан од њихове подршке. Да би решио овај проблем, прихватио је совјетску помоћ у изградњи сопствене партијске и војне инфраструктуре, стварајући војну академију Вампоа и Националну револуционарну армију. Након што је Сун умро 1925. године, шеф академије Вампоа, Чанг Кај Шек, постао је војни вођа Куоминтанга.
Ера господара̂ рата је формално завршена 1928. када је Куоминтанг под Чанг Кај Шеком званично ујединио Кину кроз Северну експедицију, означивши почетак Нанкиншке декаде. Међутим, неколико господара рата наставило је да одржава свој утицај током 1930-их и 1940-их, што је било проблематично за националистичку владу током Другог кинеско-јапанског рата и Кинеског грађанског рата.